# Enrique Lessa
Enrique Lessa (* 1924 in Montevideo, Uruguay) ist ein uruguayischer Schriftsteller und Journalist.

## Leben
Lessa studierte an der Fakultät für Architektur der Universidad de la República. An jener Fakultät gehörte er später während zweier Phasen dem Consejo Directivo an. Als Architekt war Lessa, der zeitweise in Melo lebte, unter anderem von 1985 bis 1990 in leitender Funktion im Rahmen des Wohnungsbauprogramms MEVIR im Consejo Directivo Central de la Educación tätig. Zudem arbeitete er als Lehrer der Sekundarstufe und schrieb nach journalistischen Anfängen bei der Wochenzeitung Marcha von 1981 bis 1989 für die Wochenzeitung La Democracia. Auch war er Präsident der Comisión del Patrimonio Histórico, Artístico y Cultural de la Nación.
Lessa begann erst im fortgeschrittenen Lebensalter mit der schriftstellerischen Tätigkeit. 1992 legte er sein Werk Quiebrayugos vor. Dafür wurde er seitens der Bank Caja General de Ahorro de Canarias mit dem Roman-Preis Benito Pérez Armas (Premio Benito Pérez Armas) ausgezeichnet. Im selben Jahr veröffentlichte er zudem De reojo: artículos y cuentos. 1994 erschien dann La urdimbre, für das er den Preis für unveröffentlichte Erzählungen des Uruguayischen Bildungs- und Kulturministeriums erhielt. Mit El largo viaje de Julián Recuero legte er sechs Jahre später eine weitere schriftstellerische Arbeit vor.

## Veröffentlichungen
- 1992: Quiebrayugos
- 1992: De reojo: artículos y cuentos, erschienen bei Ediciones de la Plaza
- 1994: La urdimbre, ISBN 9974490227[1]
- 2000: El largo viaje de Julián Recuero